# Gigabit por segundo

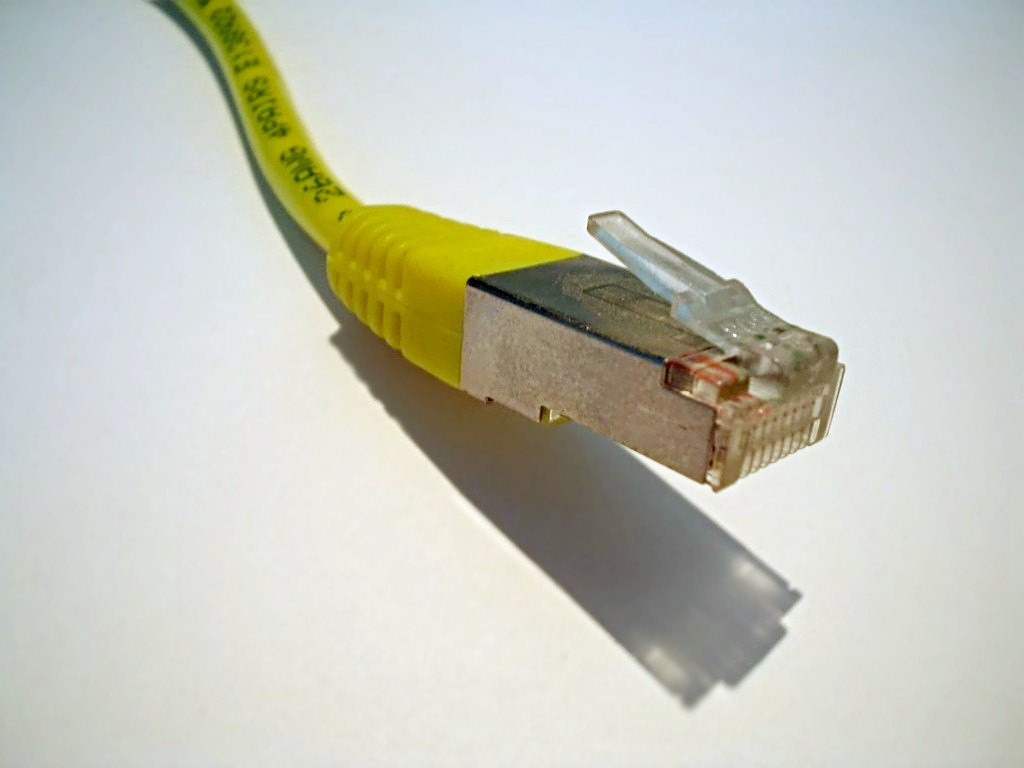
Conector RJ45

Gigabit por segundo (a menudo abreviado por su sigla Gb/s, Gbit/s, Gbit/seg o Gbps) es, en telemática y telecomunicaciones, la velocidad de transmisión de información.
- 1Gb/s equivale a 1 000 000 000 b/s.
- 1Gb/s equivale a 1 000 000 kb/s.
- 1Gb/s equivale a 1000 Mb/s.

## Nota lingüística
El gigabit por segundo se abrevia por la notación informal de EE. UU. Gbps, pero el estándar internacional utiliza la barra de división [/] en lugar de [p].
- Datos: Q2243141